# Borja Viguera Manzanares
Borja Viguera (Logronyo, 26 de març de 1987) és un exfutbolista professional riojà, que jugava com a davanter.